# Valerio Aspromonte

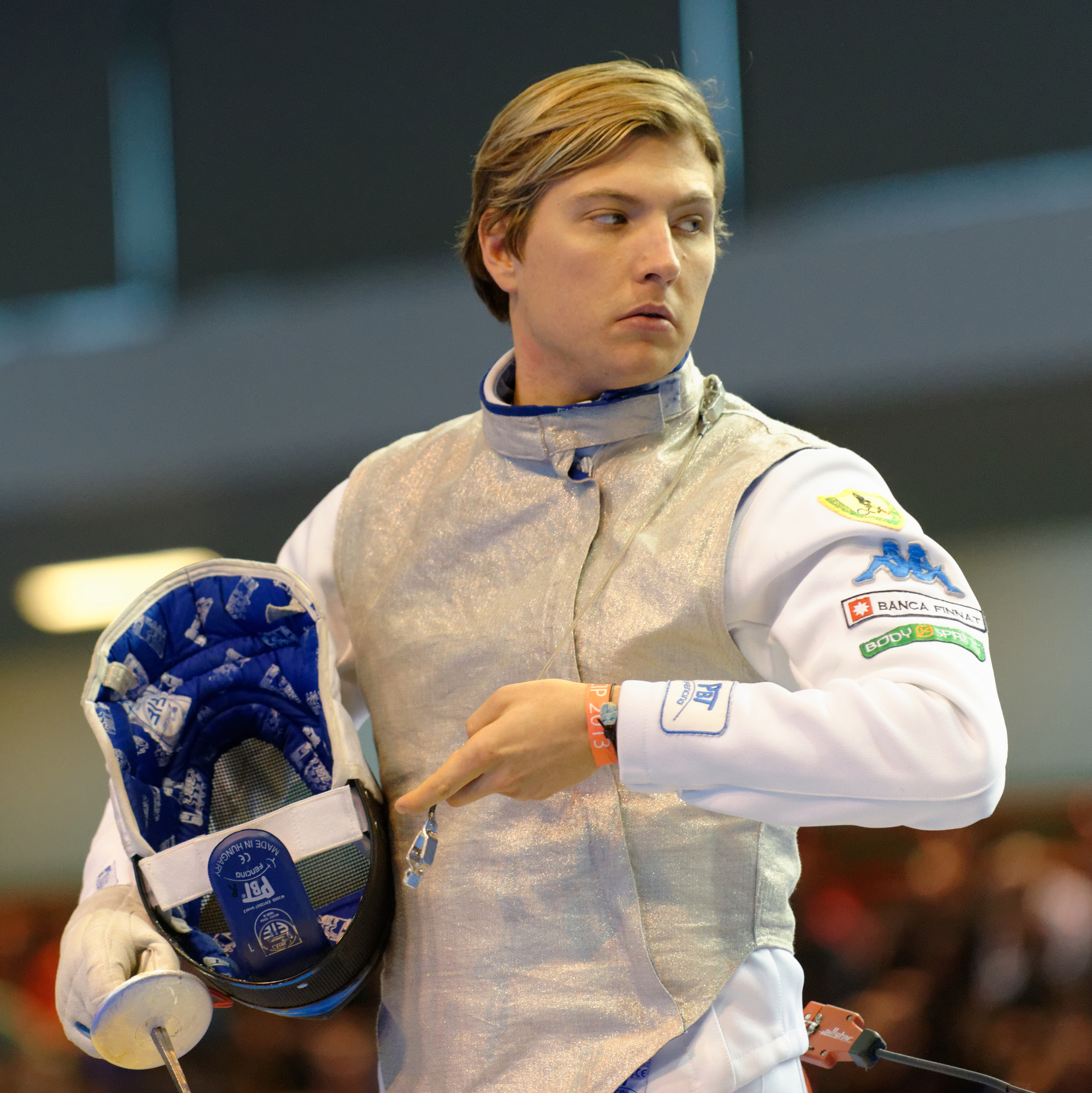
Valerio Aspromonte (2010)

Valerio Aspromonte (* 16. März 1987 in Rom) ist ein italienischer Florettfechter und Olympiasieger.

## Erfolge
Im Jahr 2006 wurde Valerio Aspromonte in Taebaek Juniorenweltmeister sowohl im Florett-Einzel als auch mit der Mannschaft.
2010 wurde er in Leipzig Mannschaftseuropameister und errang Silber im Florett-Einzel hinter seinem Mannschaftskameraden Andrea Baldini.
Bei den Weltmeisterschaften in Paris gewann er Silber mit der Mannschaft.
2011 gewann Aspromonte bei den Weltmeisterschaften in Catania Silber im Florett-Einzel hinter seinem Mannschaftskameraden Andrea Cassarà.
Im gleichen Jahr in Sheffield und 2012 in Legnano wurde er erneut Mannschaftseuropameister.
Bei den Olympischen Spielen in London gewann die italienische Florett-Mannschaft mit ihm Gold, im Florett-Einzel verlor er gegen den späteren Olympiasieger Lei Sheng und erreichte den sechsten Platz.
2013 wurde er in Budapest Mannschaftsweltmeister und holte Bronze im Einzel nach einer Niederlage gegen den späteren Sieger Miles Chamley-Watson. 2014 errang er mit der Mannschaft bei der Europameisterschaft in Straßburg Silber und bei den Weltmeisterschaften in Kasan Bronze.